# Elección complementaria de Chile de junio de 1956
El 17 de junio de 1956 se realizó una elección parlamentaria complementaria para llenar la vacancia de un diputado por la Decimocuarta Agrupación Departamental, correspondiente a los departamentos de Linares, Loncomilla y Parral, producida por la muerte de José María Muñoz San Martín (PAL) el 13 de marzo del mismo año. La elección extraordinaria fue convocada mediante un decreto promulgado el 17 de abril de 1956.

## Candidaturas
El Partido Agrario Laborista (PAL) planteaba en marzo las precandidaturas de Sergio Recabarren Valenzuela, exministro de Hacienda, y de Pedro Foncea Aedo, exdirector del Servicio de Seguro Social (SSS). A inicios de mayo se anunciaba que el candidato del partido sería Carlos Montero Schmidt, sin embargo en los días posteriores se presentó a Sergio Recabarren como su abanderado, quien a la vez solicitaba el apoyo de la Federación Social Cristiana (FSC). Finalmente, el 24 de mayo el PAL proclamó oficialmente a Carlos Montero como su candidato a diputado, quien recibió el apoyo de la Federación Social Cristiana y el Partido Nacional Agrario.
El Partido Nacional Agrario (PNA) evaluaba en abril una terna de precandidatos: Adolfo Silva, ingeniero agrónomo y agricultor de San Javier; Alfonso Schmidt, agricultor de Villa Alegre; y Manuel Rodríguez, agricultor y alcalde de Villa Alegre.
El Frente de Acción Popular (FRAP) presentó la candidatura de Jorge Costa Canales, militante del Partido Democrático de Chile (PDo). El 16 de mayo el Partido Radical (PR) acordó apoyar la candidatura del FRAP.
El Partido Liberal (PL) presentó en mayo las precandidaturas de Raúl Prieto del Campo, Sebastián Barja, Carlos Baeza y Osvaldo Espinoza. El 16 de mayo se anunció que la candidata sería Laura Huidobro, alcaldesa de Retiro, quien contaría con el apoyo del Partido Conservador Unido (PCU) y el Partido Nacional Agrario, sin embargo al día siguiente desistió de su postulación, lo que hizo que el PNA y la Federación Nacional Popular (FENAPO) anunciaran la postulación del arquitecto Jaime Sanfuentes, cuya candidatura fue retirada el 29 de mayo. Finalmente, el 18 de mayo el PL proclamó oficialmente a Sebastián Barja como candidato a diputado, quien recibió el apoyo del PCU, que inicialmente contemplaba la candidatura de Luis Ferrada Pérez.

## Resultados
El número de electores inscritos en los registros, y habilitados para votar en la elección complementaria, fue de 30 769 votantes (19 198 hombres y 11 571 mujeres): 14 315 en el departamento de Linares, 8232 en el departamento de Loncomilla y 8222 en el departamento de Parral. Los resultados de la elección fueron los siguientes:
|  | 42.95 % |

|  | 37.75 % |

|  | 19.30 % |

El resultado provisorio por comuna, entregado el mismo día de la elección, fue el siguiente:
|                            |      |      |      |
| Departamento de Linares    |      |      |      |
| Linares                    | 2649 | 1911 | 1207 |
| Yerbas Buenas              | 293  | 185  | 350  |
| Longaví                    | 780  | 775  | 316  |
| Colbún                     | 873  | 436  | 165  |
| Total departamental        | 4595 | 3307 | 2038 |
| Departamento de Loncomilla |      |      |      |
| San Javier                 | 1107 | 1574 | 644  |
| H. del Maule               | 199  | 152  | 77   |
| Villa Alegre               | 546  | 1543 | 258  |
| Total departamental        | 1852 | 3269 | 999  |
| Departamento de Parral     |      |      |      |
| Parral                     | 2278 | 1357 | 1076 |
| Catillo                    | 131  | 58   | 56   |
| Retiro                     | 760  | 408  | 156  |
| Total departamental        | 3169 | 1823 | 1288 |
| Total                      | 9616 | 8399 | 4325 |
| Fuente: La Nación.         |      |      |      |

Sebastián Barja juró como diputado en la sesión realizada el 18 de julio de 1956.